# Benny Nisbet
Benedict (Benny) Nisbet (21 juli 1953 - 19 december 2020) was een Arubaans politicus. Hij was voorzitter en partijleider van de Partido Patriotico di Aruba (PPA), Statenlid en tweemaal een jaar minister van Vervoer en Communicatie. 
Nisbet werd geboren als zoon van Peter (Jos) Nisbet uit Sint Maarten die in 1937 op Aruba kwam wonen en Hilda Sparing uit Curaçao. Nisbet volgde de MULO en leerde daarna enkele jaren voor advocaat, maar haalde daarbij geen diploma. Hij ging werken als ambtenaar op de Griffie van het Gerecht, en later op het departement Staatkundige structuur en daarna op het Departement Regeringsvoorlichtingsdienst.
Op vijfentwintigjarige leeftijd werd hij lid van de eilandsraad van Aruba. Op achtentwintigjarige leeftijd werd hij namens de PPA lid van de Staten van de Nederlandse Antillen. Hij nam deel aan de Ronde Tafel Conferenties van 1981 en 1983 en vertegenwoordigde de PPA gedurende het debat in de Tweede en Eerste kamer betreffende Statuutswijziging. In 1983 werd  Nisbet voorzitter van de PPA.
In januari 1986, direct na de Status Aparte, werd Nisbet minister van Vervoer en Communicatie en vice-premier. Hij bleef ruim een jaar minister, tot 24 januari 1987. Daarna ging hij in de Staten van Aruba zitten. In 1993 werd hij opnieuw minister van Vervoer en Communicatie, ditmaal in het Kabinet-Oduber II. Maar na een jaar stapte de PPA uit dit kabinet na een conflict met mederegeringspartij  ADN.
Nisbet was Ridder in de Orde van de Nederlandse Leeuw (1990) en commandeur in de orde van Oranje-Nassau (1995).